# Schikane (Technik)

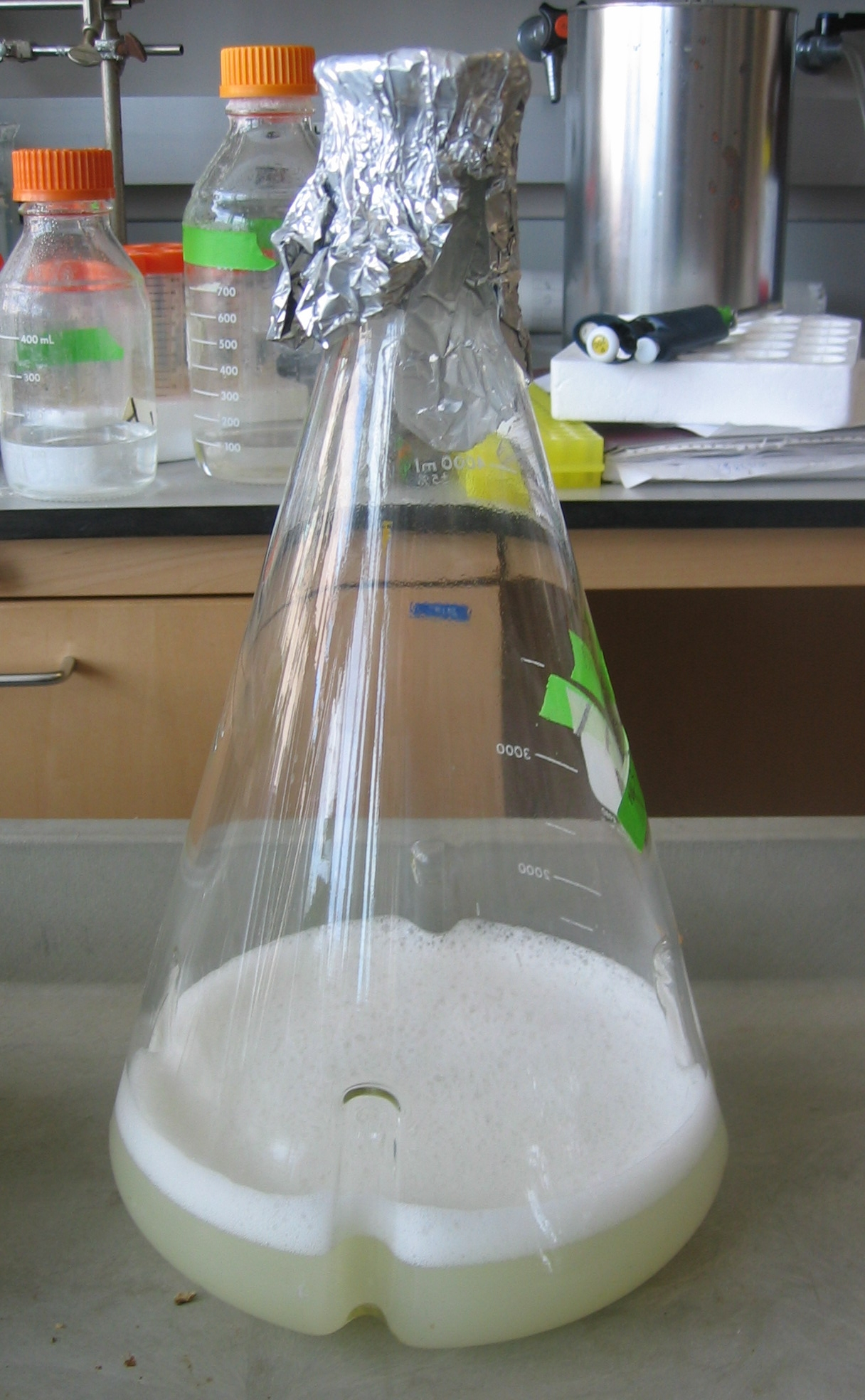
Erlenmeyerkolben mit Schikanen, darin eine Mikroorganismenkultur

Schikane bezeichnet in der Technik einen eingebauten festen Körper wie einen Zapfen oder eine Schwelle, der den Fluss oder Lauf von Fluiden oder Kleinteilen gewollt stören soll. Schikanen für Flüssigkeiten funktionieren ähnlich wie Stromstörer in Rührkesselreaktoren, welche dem darin gerührten Medium einen Widerstand entgegenstellt.

## Verwendung
- In mikrobiologischen Laboren werden beispielsweise Erlenmeyerkolben mit Glasvorsprüngen (siehe Abbildung rechts) im Boden z. B. für Flüssigkulturen von Mikroorganismen verwendet, um die Durchmischung und Belüftung der darin mithilfe von Schüttelmaschinen durch Schwenken oder Schütteln bewegten Flüssigkeit zusätzlich zu fördern. Im Vergleich zu Rührern sind die Scherkräfte deutlich geringer, was schonender für Partikel oder Zellkulturen ist. Entsprechende Kolben werden auch Schikanekolben genannt.[2][3][4][5][6]
- Vibrationswendelförderer werden meist zum Sortieren von Schrauben, Drehteilen, elektronischen Teilen usw. verwendet. Hier werden Schikanen als Sortierelement eingesetzt.[7] Das Sortiergut wird durch die Schikane dann lagerichtig orientiert und einem weiterführenden Arbeitsprozess zugeführt.[8] Die Sortierelemente (Bahnen, Schikanen) werden in der Regel in Handarbeit ausgeführt. Vibrationswendelförderer sind daher meist Einzelstücke.
- Bei der Produktvereinzelung, z. B. bei der Verpackung von Ampullen oder Tropfflaschen durchlaufen die Verpackungseinheiten als Schüttgut einen Singulator, der für die Vereinzelung der Produkte sorgt. Hierfür werden Bunker, Steigförderer und Schikanen eingesetzt.[9]
- Feststoff-Bioreaktor
- Ionisationsgerät
- Schiffsausrüstung: Beim Dorade-Lüfter zur Belüftung von Schiffen wird die Luft über zwei seitlich versetze Rohre geführt. Dieser als Schikane bezeichnete Aufbau verhindert, dass mit der frischen Luft auch Wasser ins Schiff dringt. Frischluft strömt in eine drehbare Windhutze in einen länglichen Kasten. Der in den Innenraum führende Lüftungskanal ist nicht direkt darunter, sondern seitlich versetzt und ragt über die Deckoberkante. Mit dieser Schikane, wird erreicht, dass mit eingedrungenes Spritzwasser abgeschieden wird und nicht nach innen gelangt. Durch kleine Öffnungen in der Hutze kann das Wasser zum Deck abfließen.